# اوشیکا، ناگانو
اوشیکا، ناگانو (به لاتین: Ōshika, Nagano) یک منطقهٔ مسکونی در ژاپن است که در Shimoina District واقع شده‌است. اوشیکا ۲۴۸٫۲۸ کیلومترمربع مساحت و ۱٬۰۱۹ نفر جمعیت دارد.